# 京セラ女子陸上競技部
京セラ女子陸上競技部（きょうセラじょしりくじょうきょうぎぶ）は、鹿児島県霧島市を拠点にする京セラの陸上競技部である。

## 沿革
1982年（昭和57年）2月、鹿児島県の川内工場で「陸上競技部」を創部。当時は男子選手も在籍していた。
1983年（昭和58年）3月、鹿児島県の国分工場へ拠点を移す。
2000年（平成12年）3月、京都府京都市伏見区の京都本社に拠点を移す。「女子陸上競技部」になり、女子選手だけが在籍するようになり、鹿児島県に残った男子は「京セラ鹿児島」のチーム名で同好会として活動を継続する。
2009年（平成21年）3月、監督の大森国男、選手の原裕美子、小川清美が退部。
2009年（平成21年）4月、廃部となった沖電気陸上競技部より監督の新原保徳および選手の宮内洋子、宮内宏子（双子）が移籍。
2013年（平成25年）12月、監督の新原保徳が病気のため、死去。その後はしばらくコーチの長渡憲司が暫定的に指導を行っていた。
2014年（平成26年）2月、中国電力陸上競技部所属の元選手、佐藤敦之の監督就任、妻である佐藤美保のコーチ就任が報道された。
2014年（平成26年）3月、コーチの長渡憲司、選手の宮内洋子、宮内宏子が退部。
2014年（平成26年）4月、佐藤敦之監督、佐藤美保コーチが正式に就任。
2014年（平成26年）5月、活動拠点を14年ぶりに京都本社から鹿児島県の国分工場に再び移転。

## オリンピックへの出場
- ソウルオリンピック（1988年）の女子マラソンに荒木久美が出場。
- バルセロナオリンピック（1992年）の女子マラソンに山下佐知子が出場。4位入賞。
- アテネオリンピック（2004年）の女子800mに杉森美保が出場。

## 選手・スタッフ
- 監督：若松誠
- アシスタントコーチ：古瀬麻美
- ランニングコーチ：冷水秀也
- 選手：足立由真、盛山鈴奈、床呂沙紀、中島愛華、山ノ内みなみ、中原海鈴、岡田佳子、白井明衣、兼友良夏、川上望華、アグネス・ムカリ（2021年12月現在）
- かつて所属した主な選手：新井文子

Category:京セラ女子陸上競技部の人物 参照